# Волков, Сергей Станиславович
Сергей Станиславович Волков (род. 10 апреля 1958 года) - мастер спорта СССР международного класса (подводное ориентирование), Заслуженный тренер Украины.

## Карьера
Тренировался в северодонецкой школе «Садко» у Владимира Ханювченко. Чемпион мира 1985 года. Многократный призёр чемпионатов мира, Европы и СССР.
Работает тренером в Северодонецке. Культивирует подводное ориентирование.